# Maria Immaculata van Bourbon-Sicilië (1874-1947)

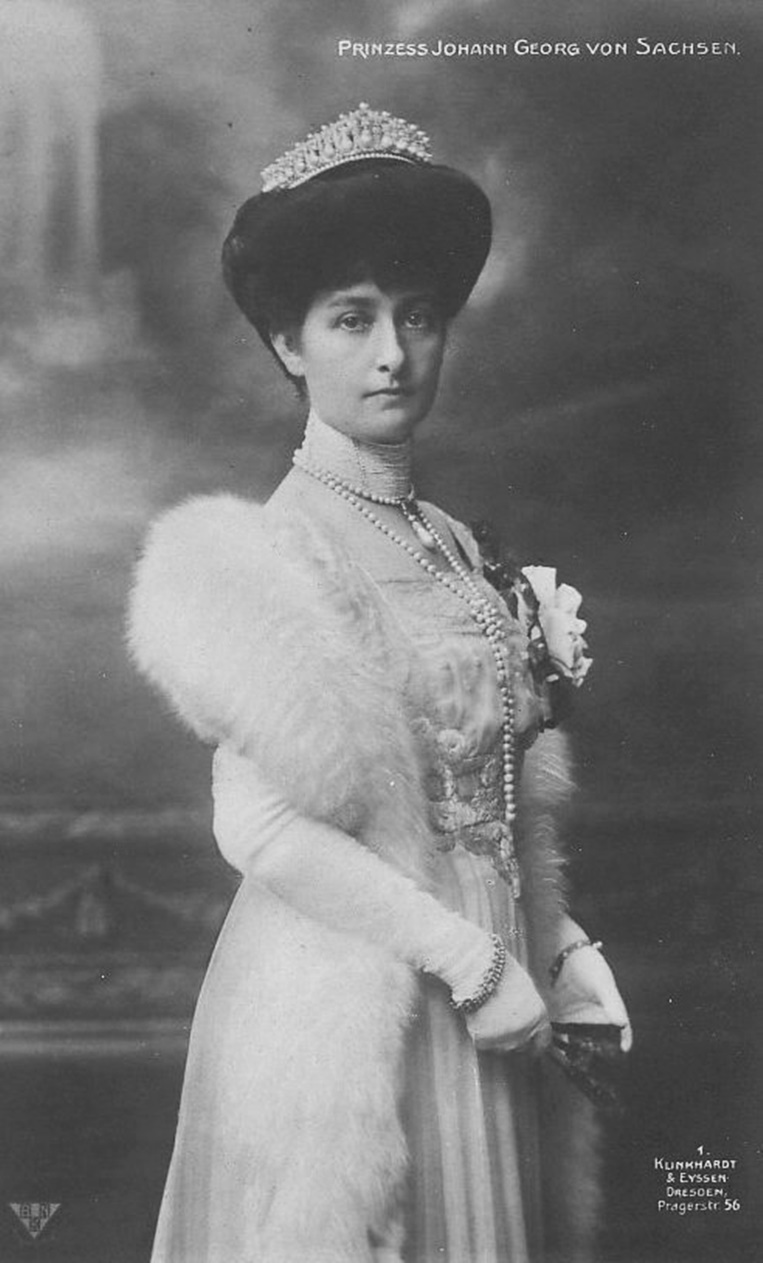
Maria Immaculata van Bourbon-Sicilië

Maria Immaculata Cristina Pia Isabella van Bourbon-Sicilië (Cannes, 30 oktober 1874 - Muri, 28 november 1947) was een prinses der Beide Siciliën.
Zij was het vierde kind en de oudste dochter van Alfons en Maria Antonia van Bourbon-Sicilië.
Op 30 oktober 1906 trouwde ze met Johan George van Saksen, een zoon van koning George en koningin Maria Anna van Saksen. Johan was sinds 1904 weduwnaar van Maria Isabella van Württemberg. Het paar kreeg geen kinderen.